# Murina aenea
Murina aenea es una especie de murciélago de la familia Vespertilionidae.

## Distribución geográfica
Se encuentra en Tailandia Malasia e Indonesia.